# 121089 Vyšší Brod
(121089) Vyšší Brod, denumire internațională (121089) Vyssi Brod, este un asteroid din centura principală de asteroizi.

## Descriere
121089 Vyšší Brod este un asteroid din centura principală de asteroizi. A fost descoperit pe 24 martie 1999 la Observatorul Kleť de Miloš Tichý. Asteroidul prezintă o orbită caracterizată de o semiaxă mare de 2,30 ua, o excentricitate de 0,19 și o înclinație de 8,9° în raport cu ecliptica.